# Eupelmus erythrothorax
Eupelmus erythrothorax är en stekelart som beskrevs av Cameron 1884. Eupelmus erythrothorax ingår i släktet Eupelmus och familjen hoppglanssteklar.
Artens utbredningsområde är Panama. Inga underarter finns listade i Catalogue of Life.